# BRM Type 25
La BRM Type 25 è una vettura da competizione realizzata dalla BRM nel 1955.

## Sviluppo
Dopo un avvio disastroso dell'esperienza nel mondo delle competizioni con la Type 15, la BRM decise di puntare su di un nuovo veicolo meno complesso da progettare e realizzare. Da ciò nacque la Type 25.

## Tecnica
Come propulsore venne impiegato un 4 cilindri twin-cam 2.5 progettato da Stuart Tressillian ed abbinato a due carburatori Weber in grado di generare la potenza di 280 cv con coppia di 278 Nm. Il cambio che lo gestiva era a quattro rapporti. Il telaio era del tipo spaceframe in acciaio avvolto da una carrozzeria in alluminio. Come sospensioni erano presenti degli ammortizzatori con molle elicoidali nella sezione anteriore mentre nella posteriore era presente un ponte DeDion con ammortizzatori a tamburo. L'impianto frenante era costituito da freni a disco Lockheed, mentre i cerchi, per risparmiare peso, erano in lega.
Nel 1958 la vettura subì una modifica al telaio e vennero introdotti ammortizzatori elicoidali su tutte le sezioni del mezzo, mentre nel 1959 fu montato un nuovo sistema di raffreddamento e i freni Lockheed furono cambiati con degli esemplari costruiti dalla Dunlop.
Nel 1959 venne realizzata la versione P48. Rispetto alla Type 25, aveva il propulsore in posizione centrale per ottenere migliori prestazioni.

## Attività sportiva
La prima apparizione della vettura avvenne al GP di Aintree nel 1955, ma a causa di diversi problemi meccanici l'auto fu costretta al ritiro. Per la stagione 1956 del campionato mondiale di Formula 1 vennero ingaggiati Mike Hawthorn e Tony Brooks, ma i risultati furono deludenti, tanto che Brooks, alla fine del campionato, abbandonò il team. L'anno successivo non presentò miglioramenti di rilievo, e lo stesso la stagione 1958 nonostante le modifiche apportate su consiglio di Colin Chapman. Solo nel 1959, grazie ad ulteriori miglioramenti, si ebbero diverse vittorie in gare non valide per il campionato e la conquista del primo piazzamento al GP di Zandvoort.
Nel 1960 la versione P48 riuscì a finire solamente quattro corse, terminando quarta in classifica.